# Нургожай-батыр
Нургожай-батыр (каз. Нұрғожай батыр; 15 мая 1912 — 29 октября 1986) — один из лидеров национально-освободительного движения казахов в Восточном Туркестане. 

## Биография
Родился 15 мая 1912 года. Когда Нургожай родился, его дедушка был еще жив и он рос на руках у своего деда. Его дедушка умер, когда ему было пять лет. Нургожай учился год у муллы Сулеймена и полтора года у муллы Кажыбалы. В возрасте 17 лет он отправился в район Ховд с двенадцатью торговцами, чтобы торговать, в Монголии тайно торговал с дунганом по имени Ибрагим, продаваемыми товарами были опиум и хлопчатобумажные изделия. Он занимался этим делом два года. В 1931 году Нургожай отправился в Сагсай в Монголии и стал торговать с двумя дунганами, Махун Хай и Сара. Путешествуя и торгуя, он в августе 1933 года вернулся обратно домой. Затем Нургожай впервые получил работу на военной службе, был главой войск, защищавших Шерипхана-торе, в сентябре 1935 года был освобожден от этой должности с медалью. До 1940 года вновь занимался торговлей. С 1940 по 1951 год был верным соратником Оспан-батыра, участвовал в боях и сопровождал Оспана на протяжении всего восстания.
Во время массового исхода казахов в 1954 году перебрался в Турцию вместе с Султан Шарипом, через месяц прибыли Калибек и Хамза, затем он получил паспорт граждана Турции и остаток жизни прожил в этой стране, скончавшись 29 октября 1986 года.
Шежире: Орта жүз — Керей — Абақ Керей — Жәнтекей — Сүйінбай — Сәменбет — Есентай — Шақабай — Қосқе — Сегіз Сары — Ұлтарақ — Сәрсембі — Серікбай — Молдажан — Нұрғожай.

## Семья
- Отец — Молдажан[3]
- Мать — Кадиша[3]
- Братья — Нургазы, Кабил, Шаймардан[3]
- Сестра — Бисара, ее муж Насихат, имя второй сестры неизвестно, она погибла.[3]

У Нургожая было четыре жены и дети были от двух жен.
- Первая жена — Асылы, дети: Имам Ахмет, Шарбану[3]
- Вторая жена — Жаксыхан, сыновья: Имам Нугман, Аюпхан, Кажыхан, дочери: Камар, Шолпан, Гапура, Макбуза, Айгуль[3]
- Погибшие дети: сын Абдолла, дочь Шамшабану[3]

## Мемуары
Автор книги «Азаттық өшпес рухы (Нұрғожай батырдың естеліктері және Оспан батыр)». Воспоминания записаны со слов Нургожай-батыра, который был рядом с Оспаном в течение всего периода восстаний – с 1940 по 1951 годы. А доставил рукопись в Алматы его внук Бахадыр Хаджихан. «Нургожай-батыр был неграмотным, поэтому его воспоминания записал писатель Султан Оспанулы. Он приехал из Восточного Туркестана в Турцию, где в то время жил батыр. Это было в 1984 году. Он попросил писателя сделать записи в двух экземплярах и оставить один ему. Когда писатель вернулся домой, сотрудники спецорганов изъяли рукопись и уничтожили. Зато сохранился второй экземпляр», - отметил профессор Университета изящных искусств Мимара Синана в Стамбуле Абдуакап Кара.